# Comuna Kozleanîci, Sosnîțea
Kozleanîci (în ucraineană Козляничі) este o comună în raionul Sosnîțea, regiunea Cernihiv, Ucraina, formată din satele Kozleanîci (reședința) și Rudnea.

## Demografie
Componența lingvistică a comunei Kozleanîci
     Ucraineană (98,57%)
     Rusă (1,27%)
     Alte limbi (0,16%)
Conform recensământului din 2001, majoritatea populației comunei Kozleanîci era vorbitoare de ucraineană (98,57%), existând în minoritate și vorbitori de rusă (1,27%).